# باربرا ويليس
باربرا ويليس (بالإنجليزية: Barbara Willis)‏ هي صانعة الفخار أمريكية، ولدت في 29 يونيو 1917، وتوفيت في 3 سبتمبر 2011 في سان رامون في الولايات المتحدة.